# Jarich Bakker
Jarich Hendrik Bakker (nascido em 29 de março de 1974) é um ex-ciclista holandês, que participava em competições de ciclismo de pista.
Nos Jogos Olímpicos de 1996, realizados em Atlanta, Bakker terminou em 12º competindo na perseguição por equipes.